# Richard Benjamin Harrison
Pour les articles homonymes, voir Harrison.
Richard Benjamin Harrison Jr., également connu sous les surnoms de The Old Man (« le Vieux ») et The Appraiser (« l'Évaluateur »), né le 4 mars 1941 à Danville (Virginie) et mort le 25 juin 2018 à Las Vegas, est un homme d'affaires américain. Il est l’une des personnalités du show-documentaire Pawn Stars diffusé sur la chaîne américaine History, et sur CStar en France.

## Biographie

### Carrière
Richard Harrison est l'un des propriétaires du World Famous Gold & Silver Pawn Shop, une boutique de prêt sur gage ouverte en 1989 à Las Vegas 
.
Il est principalement connu pour être l’une des personnalités de l'émission Pawn Stars diffusée sur la chaine américaine History. Les droits de diffusion de ce programme ont ensuite été achetés par des chaines étrangères, offrant ainsi une audience internationale au magasin.
Il a été marin dans l'US Navy pendant 20 ans, de 1958 à 1979.
Pendant les différents épisodes de l'émission, il s'en prend souvent à son petit fils Corey ainsi qu'à Chumlee, qu'il traite d'idiot du village en affichant volontiers une réelle antipathie. Très souvent critiqué par les jeunes de son entourage, il reproche également à son fils Rick sa calvitie et n'hésite pas à s'en moquer.
Finalement à sa mort, toute l'équipe de son magasin ainsi que ses proches le regretteront et reconnaîtront en lui, un homme aimable et attentionné laissant un grand souvenir à chacun d'entre eux.

### Mort
Le 25 juin 2018, Richard Harrison meurt à Las Vegas dans le Nevada aux États-Unis, à l'âge de 77 ans, certainement de la maladie de Parkinson.

## Style vestimentaire
Richard Harrison est généralement vêtu d'un costume trois-pièces noir, alors que tous les autres personnages de Pawn Stars (son fils, Rick, son petit-fils, Corey, et l'ami de ce dernier, Chumlee) portent un polo noir avec le logo du magasin.